# Reinhard Pitsch
Reinhard Pitsch (* 3. September 1954 in Wien; † 20. Februar 2022) war ein Unterstützer der linksextremistischen Terrororganisation Bewegung 2. Juni. Er war an der Entführung des österreichischen Unternehmers Walter Michael Palmers im November 1977 beteiligt.
Pitsch studierte Philosophie an der Universität Wien und war als gewählter Studentenvertreter der Linken Liste in der Universitätspolitik engagiert. Er war im April 1977 Mitbegründer der Arbeitsgruppe Politische Gefangene/Arbeitskreis Politische Prozesse (APG); diese Gruppe, die nur wenige Personen umfasste, vertrat die Ideologie der terroristischen deutschen Rote Armee Fraktion. Er wurde am 8. Mai 1977, als er anlässlich des bevorstehenden ersten Todestages von Ulrike Meinhof Flugblätter vor der Wiener Universität verteilte, von den Terroristinnen Inge Viett und Juliane Plambeck, die zum damaligen Zeitpunkt der Bewegung 2. Juni angehörten, angesprochen. Im weiteren Verlauf unterstützte er die Terrorgruppe bei der Vorbereitung und Ausführung der im November 1977 verübten Entführung des österreichischen Unternehmers Walter Palmers. Er trat aber der Bewegung 2. Juni nicht bei. Neben ihm waren mit Thomas Gratt und Othmar Keplinger zwei weitere Österreicher an der Entführung beteiligt. Nach seiner Verhaftung am 28. November 1977 wurde er zu fünfeinhalb Jahren Freiheitsstrafe verurteilt und 1980 vorzeitig nach drei Jahren und acht Monaten entlassen. Während seiner Haft und danach studierte er weiter und ging anschließend nach Frankreich, wo er an den  Universitäten Chambery und Nantes deutsche  Sprachwissenschaft und österreichische Literatur lehrte. Die von ihm 1988 abgeschlossene Dissertation befasste sich mit Pantragismus anhand von Literatur, insbesondere deutscher Literatur, und verwendete philosophische Methoden von Nicolai Hartmann.
Pitsch arbeitete als Deutschlektor und Autor. Er lebte in Wien und Florenz.